# Malu Alb (okręg Gałacz)
Malu Alb – wieś w Rumunii, w okręgu Gałacz, w gminie Drăgănești. W 2011 roku liczyła 2268 mieszkańców.